# Иосиф Иоганн Адам фон Лихтенштейн
Князь Иосиф Иоганн Адам фон Лихтенштейн (нем. Josef Johann Adam von und zu Liechtenstein, 1690—1732) — единственный выживший сын князя Антона Флориана.

## Биография
Иосиф Иоганн Адам в раннем возрасте проехал через всю Италию, направляясь к своему отцу в Испанию, где недолго служил в императорской армии и принимал участие в войне за испанское наследство. В составе армии герцога Мальборо воевал против французов.
По случаю своей коронации в 1712 году Карл VI Габсбург назначил Иосифа Иоганна Адама казначеем. После заключения Утрехтского мира, в 1713 году вернулся в Вену, и получил назначение императорским представителем в моравском парламенте.
В 1721 году Иосиф Иоганн Адам был удостоен ордена Золотого руна, став 661-м рыцарем этого ордена.
С 1723 года являлся членом Тайного совета, а в 1729 году открыл заседание княжеского совета Силезии как специальный уполномоченный императора.
Вскоре после этого Иосиф ушёл с государственной службы, дабы всецело посвятить себя управлению фамильными владениями, благополучно урегулировав вопросы наследования.

## Семья
- 1 декабря 1712 года Иосиф Иоганн Адам женился на своей кузине Габриэлле фон Лихтенштейн (1692—1713), дочери князя Ганса Адама I. В этом браке родился один ребёнок, а супруга Иосифа умерла в родах. Юный князь Карл Антон (1713—1715) скончался двумя годами позже.
- 3 февраля 1716 года Иосиф Иоганн женился на графине Марианне фон Тун и Гогенштейн (1698—1716), которая скоропостижно скончалась через 20 дней после свадьбы.
- 3 августа 1716 года князь женился в третий раз на графине Марии Анне фон Эттинген-Шпильберг (1693—1729). В этом браке у Иосифа Иоганна Адама родилось трое детей:
  - Иосиф Антон (1720—1723)
  - Мария Терезия (1721—1753)
  - Иоганн Непомук Карл (1724—1748)

- В 1729 году, после смерти Марии Анны, Иосиф Иоган Адам женился на графине Марии Анне Коттулинской (1707—1788). Детей в этом браке не было.